# Interstellar Boundary Explorer

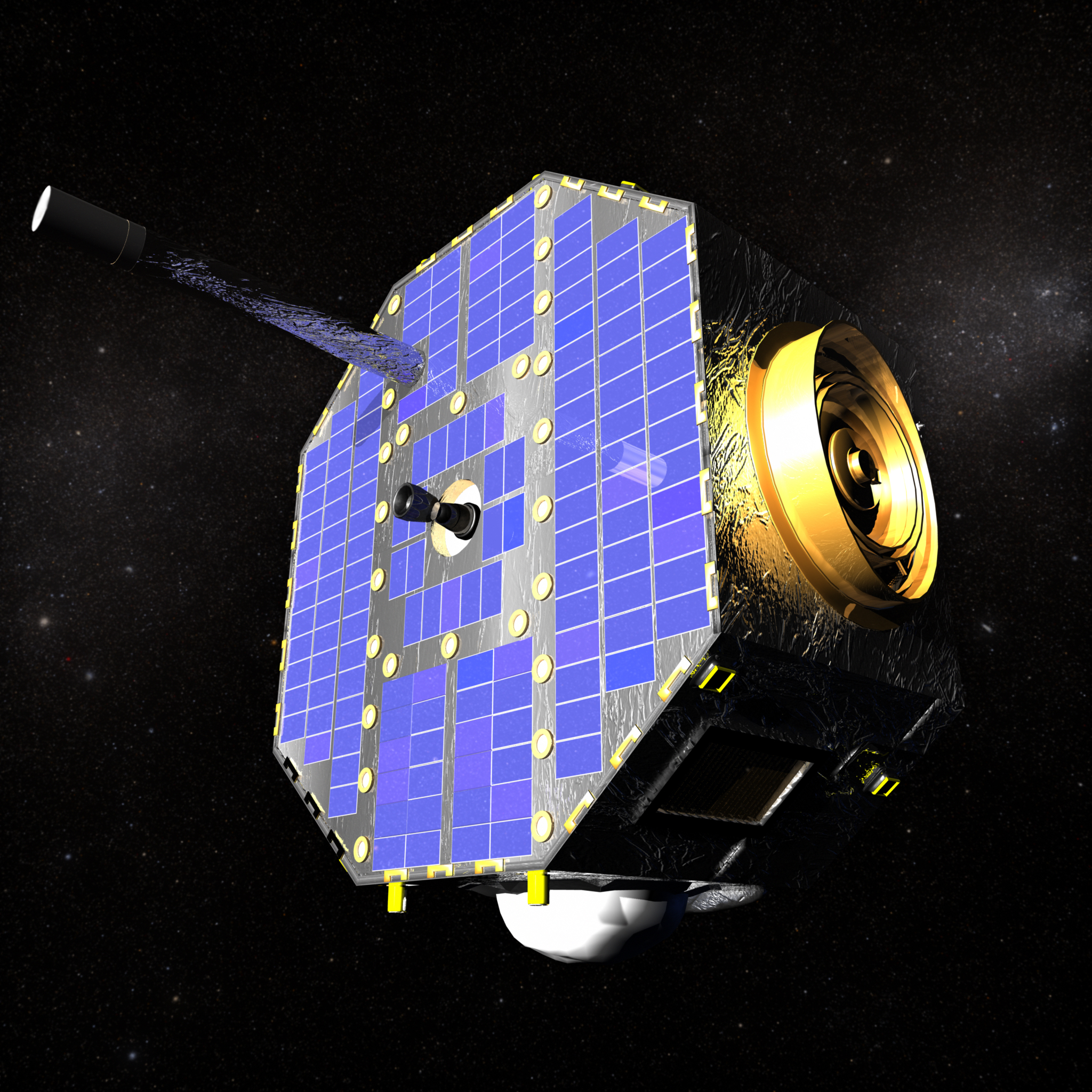
Ілюстративна концепція IBEX

Interstellar Boundary Explorer (скорочено англ. IBEX, в перекладі — «Дослідник міжзоряних меж») — дослідницький космічний апарат NASA для вивчення фізики кордонів Сонячної системи.

## Запуск
19 жовтня 2008 року NASA здійснило запуск штучного супутника Землі, призначеного для дистанційного вивчення кордонів Сонячної системи. Космічний апарат IBEX був запущений з борту літака над Тихим океаном за допомогою ракети-носія Пегас. На висоті близько 100 кілометрів від Землі включився власний розгінний блок апарата, який вивів його на сильно витягнуту еліптичну орбіту з апогеєм понад 300 тисяч кілометрів.

## Завдання супутника

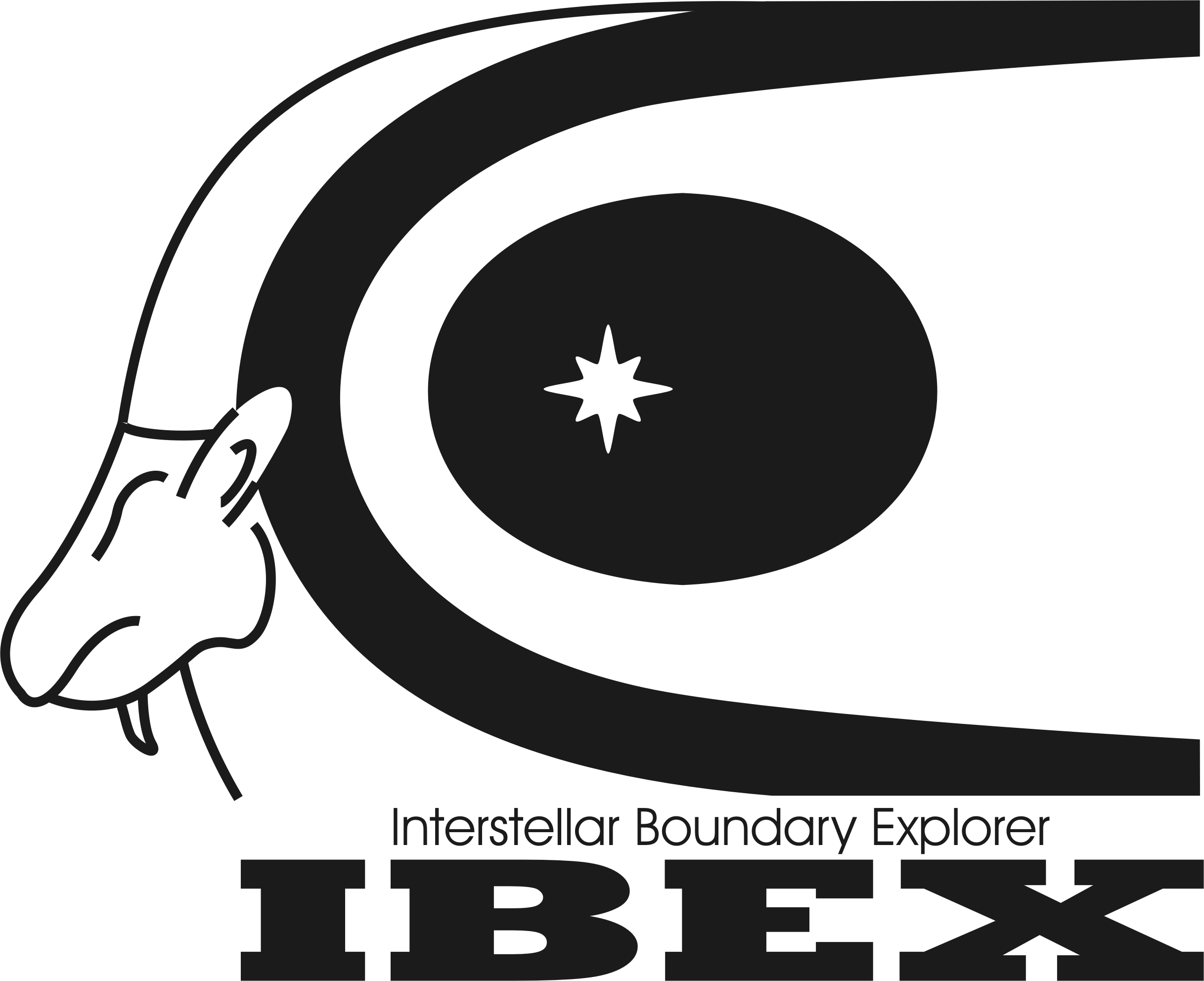
Логотип проекту IBEX

Завдання супутника — вивчення і «картографування» межі Сонячної системи — геліосфери. Це область, де сонячний вітер стикається з міжзоряним газом. Частинки, що летять від Сонця спочатку сповільнюються, а потім і зовсім міняють напрям свого руху на протилежний. Детектори IBEX збирають дані про енергетично нейтральні атоми — частинки, які утворюються при зіткненні сонячного вітру з атомами міжзоряного простору, уловлюючи як частинки сонячного вітру, які відбилися чи провзаємодіяли з міжзоряним середовищем, так і атоми безпосередньо міжзоряного середовища, які змогли проникнути в нашу систему.
За енергією цих частинок, а також за напрямом, з якого вони прилетіли, можна зробити висновки про форму і властивості межі Сонячної системи. Про те, що відбувається в цій області на відстані більш ніж на 12 мільярдів кілометрів від Сонця, досі відомо дуже мало. За всю історію космічних досліджень геліосферу перетнули тільки два космічні апарати «Вояджер-1» і «Вояджер-2», які були запущені ще в 1977 році. Вони перетнули геліосферу всього в двох точках, але і це дозволило підтвердити припущення про її сплюснуту форму. IBEX дозволить визначити, який саме вигляд має межа сонячної системи в цілому.
Поблизу Землі дистанційне вивчення меж Сонячної системи сильно утруднене магнітним полем планети, з яким взаємодіє сонячний вітер. Проте за межами магнітосфери залишаються тільки два джерела частинок: Сонце і межа системи. Саме тому IBEX потрібно було вивести на таку витягнуту орбіту.
Використовуючи дані, зібрані з датчиків IBEX-Hi (для реєстрації частинок високих енергій та працює в діапазоні від 0,3 до 6 кеВ) та IBEX-Lo (для реєстрації частинок у діапазоні від 0,01 до 2 кеВ) при досить повільному обертанні IBEX, дозволило приблизно за півроку оглянути всю небесну сферу, внаслідок чого у астрономів з'явилася повна карта геліосфери та змога побудувати межі Сонячної системи.

## Обладнання
Основною метою місії є вивчення межі Сонячної системи — вимірювання розташування і розмірів зіткнень космічних частинок, що дозволяє відтворити карту межі ударної хвилі (область, в якій сонячний вітер під дією міжзоряної речовини гальмується до швидкості нижче надзвукової). Експерименти здійснюються завдяки наявності на борту апарата IBEX таких приладів, як пари датчиків енергетично нейтральних атомів — IBEX-Hi і IBEX-Lo. Саме ці два сенсори є основними інструментами для підрахунку кількості іонів і визначення їхніх типів. Основна відмінність приладів один від одного полягає в можливості детектування інструментом IBEX-Hi іонів з вищою енергією, ніж його побратимом.
Крім вказаних сенсорів на борту IBEX розташовується також і блок Combined Electronics Unit (CEU), який виконує такі завдання, як контроль електричних параметрів роботи вимірювальних інструментів, а також читання і запис отримуваної з сенсорів інформації.

## Карта меж Сонячної системи
За даними, зібраним апаратом IBEX, астрономи вперше побудували карту меж Сонячної системи. Контури меж виявилися зовсім не такими, як то передбачали теорії, що вважалися правомірними доти.
Сонячна система відокремлена від навколишнього міжзоряного простору кількома рубежами, які прийнято виділяти за їхньою будовою. Найближча до Сонця область простору отримала назву геліосфери. Вона є «булькою», заповненою зарядженими частинками, що летять від зірки (так званий сонячний вітер). Частинки «розштовхують» молекули міжзоряної речовини, тому геліосфера збіднена ними.
Доти вважалося, що форма меж геліосфери визначається саме характеристиками частинок сонячного вітру. Основна гіпотеза припускала, що прикордонна частина геліофсери є досить протяжною. Дані, передані апаратом IBEX, спростовують цю точку зору. Межа геліосфери виявилася дуже вузькою, а її контури, ймовірно, визначаються впливом магнітного поля міжзоряного простору. Поки астрономи не можуть з упевненістю сказати, чи дійсно межі геліосфери влаштовані таким чином, або спостережувана структура — це тимчасове явище, пов'язане з якимись поки неясними процесами. Визначитися ученим допоможуть нові спостереження IBEX.

## Продовження місії
Місія IBEX була розрахована приблизно на два роки. Однак, IBEX зберіг свою працездатність до 2023 року і тільки у лютому поточного року його було переведено в аварійний режим роботи після того, як космічний апарат перестав реагувати на команди, завантажені інженерами NASA. Після цього в NASA дочекалися, коли IBEX опиниться на мінімальній відстані від Землі та запустили зовнішню команду на перезавантаження систем супутника замість того, щоб чекати, поки космічний корабель сам виконає скидання даних в автономному режимі. Наразі телеметрія IBEX показала, що космічний апарат повністю працездатний та функціонує нормально.

## Виноски
1. ↑  Solar system's edge surprises astronomers [Архівовано 18 жовтня 2009 у Wayback Machine.] — Science News, 15.20.2009
2. ↑  NASA полагодило космічний апарат, просто перезавантаживши його. 11.03.2023
3. ↑  NASA Полагодило Американський Супутник IBEX за допомогою перезавантаження. 12.03.2023, 20:44